# Загір'я (район Калуша)
Загір'я — один з районів малоповерхової садибної забудови Калуша, який охоплює 52 вулиці. До 1925 року — приміське село. Межує: на півдні — з районом міста Хотінь (через залізничну колію), на сході — з районом Підгірки (межею є вулиці Львівська, Бандери, Коцюбинського і Грушевського та міський парк), на півночі — з центральною частиною, на заході — з районом вокзалу (межею є вулиця Козоріса).

## Історія
Відсутність збережених писемних документів за XIV ст. не дозволяє ні стверджувати, ні заперечувати існування Загір'я. Однак наявні документи за XV ст., які підтверджують існування села (1418, 1438, 1441, 1457, 1468, 1475,1484 роки). У 1498, 1527, 1618, 1621 роках татари спалювали Загір'я. В описі Калуського староства за 1565 рік є запис, що «загірські селяни мали справляти гать у млині». Починаючи з цього ж року відомо і про загірську церкву та імена її священиків; з 1857 року відомо про діяльність парохіяльної школи при церкві.

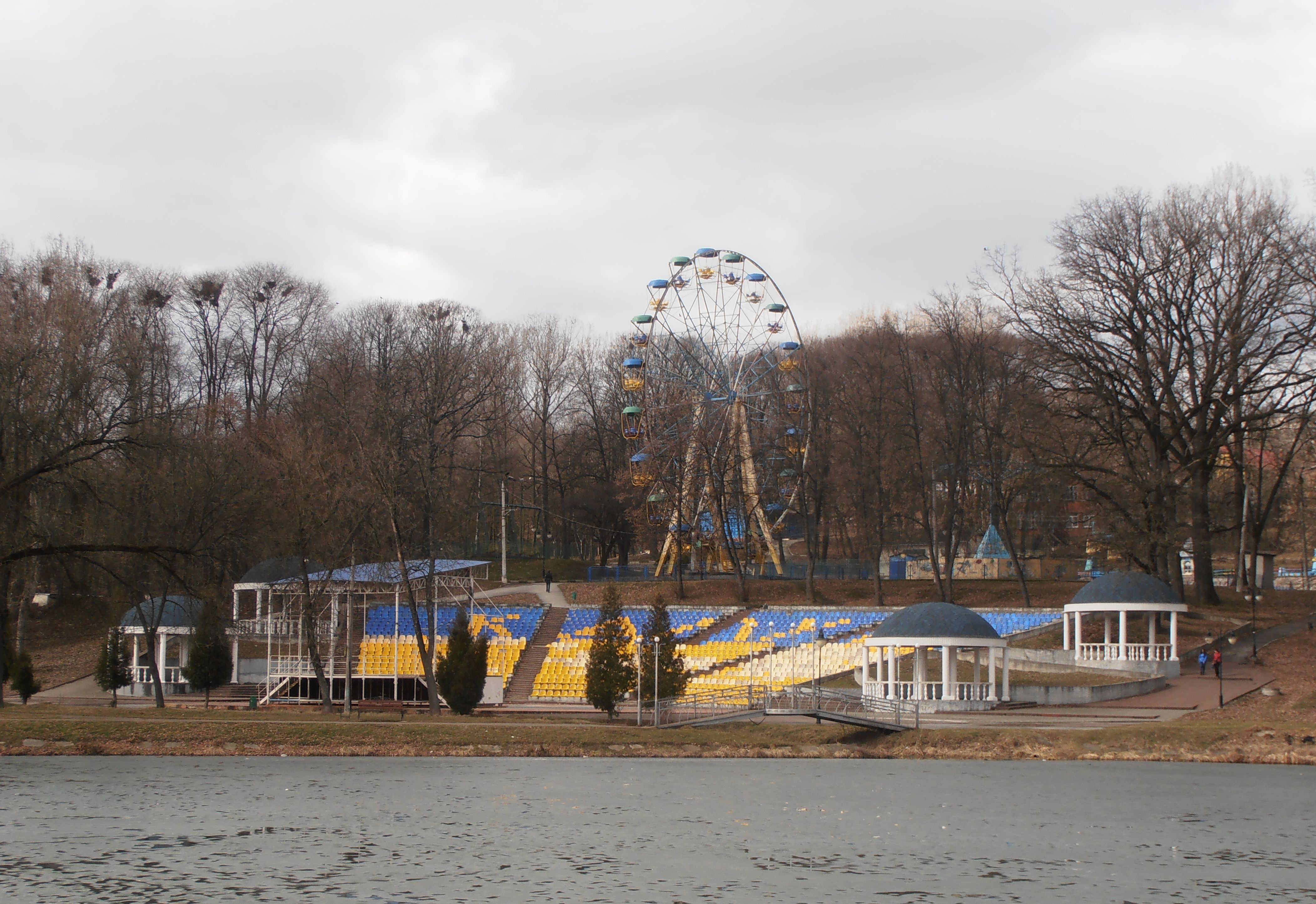
Калуський міський парк

У 1844 році на Міжнародній виставці промислових товарів виставлялося пиво з бровару Загір'я. У 1870 році на Загір'ї збудовано нову пивоварню (власники Мільштейн, Шпіндель і Вайсман), на якій тоді працювали близько 100 робітників, — діє й досі. У 1880 році на Загір'ї постав міський парк. У 1890 р. в селі було 98 житлових будинків, 589 жителів (425 грекокатоликів, 70 римокатоликів, 88 юдеїв, 10 інших визнань; 549 українців, 7 поляків, 25 німців, 8 інших національностей). У 1893 році з Хотіня через Загір'я прокладений міський водогін довжиною 2,5 км.

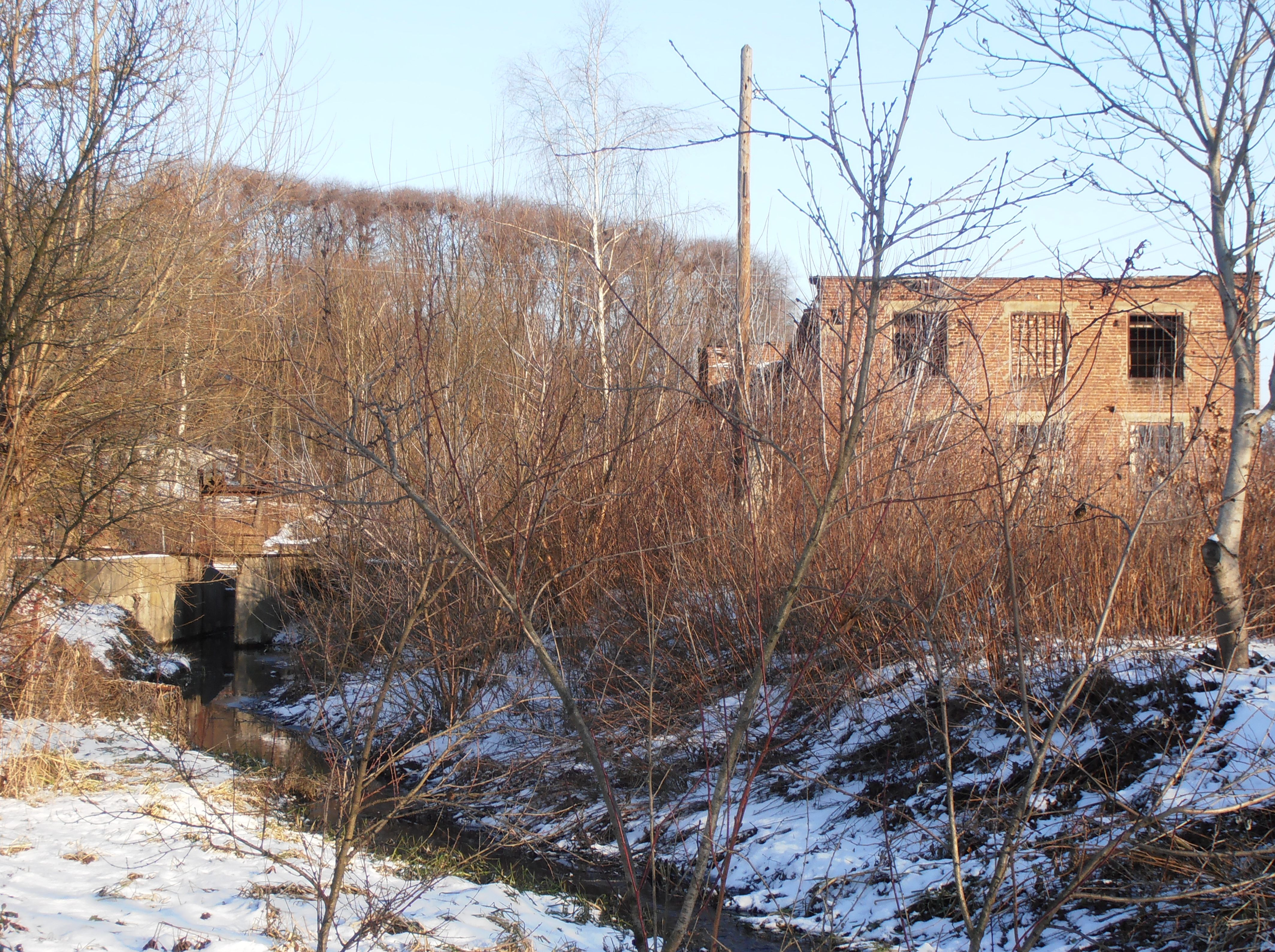
Калуська електростанція

1 січня 1925 р. Загір'я приєднане до Калуша. У 1925 році на річці Млинівка було збудовану міську електростанцію (у 1936 році налічувалося 1190 споживачів, працювала до 1956 року). У 1935 році освячено приміщення читальні Просвіта, закритої в 1939 році після окупації нашого краю СРСР; рішенням Калуського райвиконкому № 10 від 9 січня 1952 р. приміщення віддали спортшколі з побудовою стадіону, у 1996 — повернули більшу частину приміщення громаді під Народний дім.
Трагічного дня 4 листопада 1943 р. серед дванадцяти розстріляних гестапівцями на площі Ринок юнаків-підпільників ОУН було четверо з Загір'я: Петро Келебай (1923), Мирослав Сагайдак (1924), Богдан Келебай (1924) і Євген Вагіль (1924).
26 червня 1946 року на Загір'ї в бою з окупантами загинули повстанці УПА: Антін Келебай — «Чорний» (1926), Михайло Відоняк — «Чумак» (1923) і Анна Косар — «Тамара» (1924); вони поховані на місцевому цвинтарі.

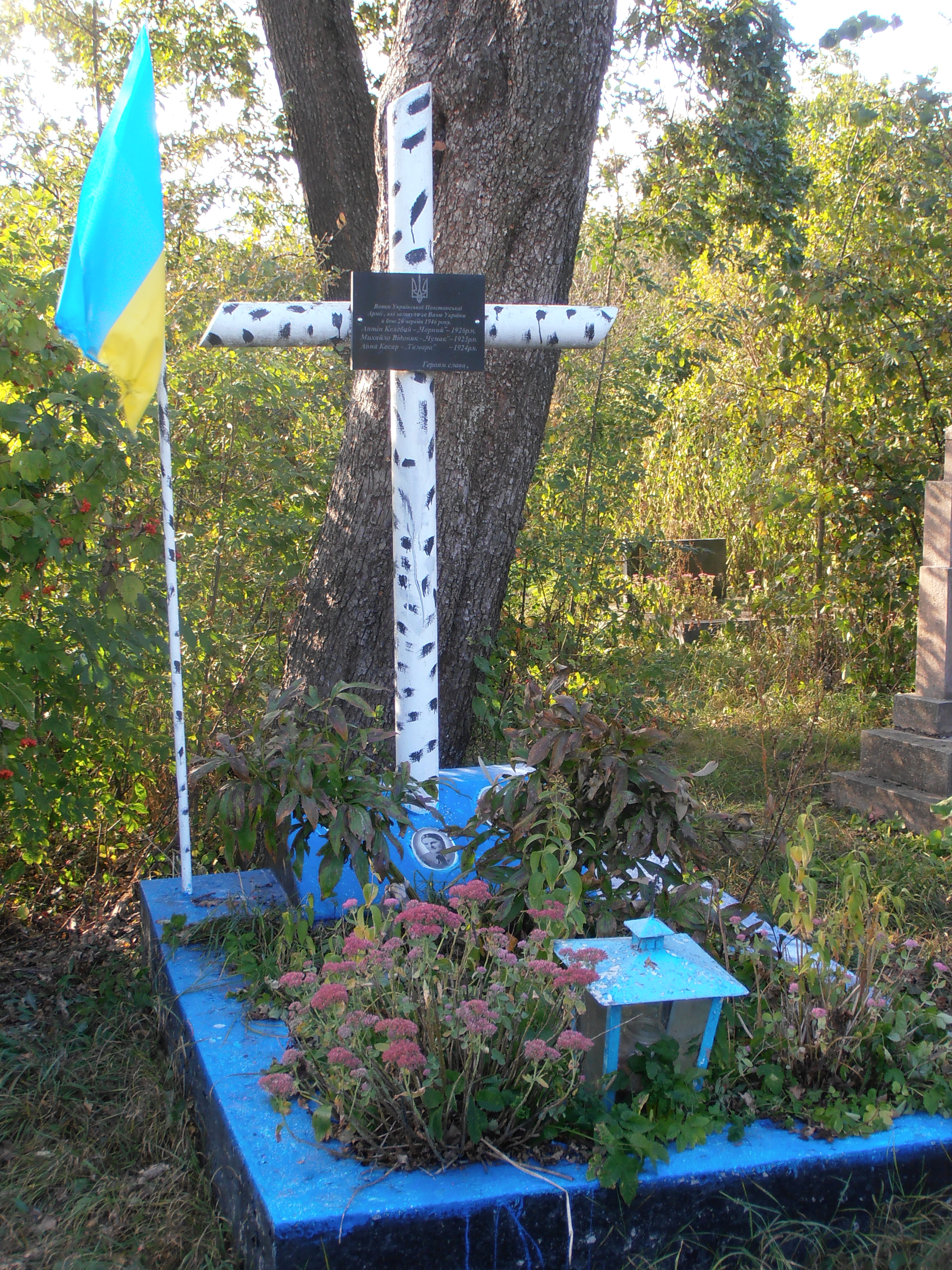
Братська могила вояків УПА
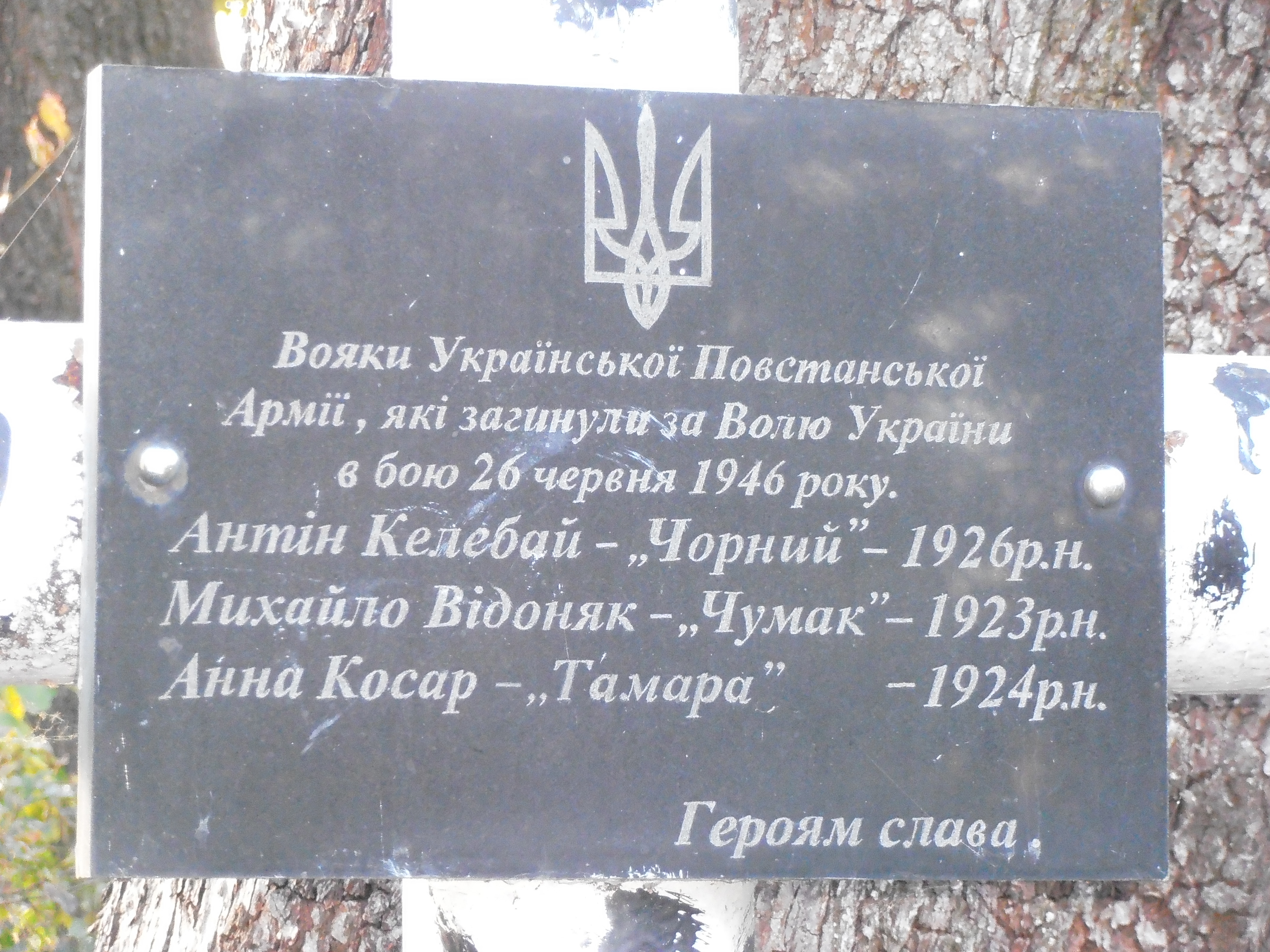
Табличка на могилі

В рядах УПА загинули 15 жителів Загір'я, 23 жителі були ув'язнені в концтаборах за участь в підпіллі ОУН, 15 родин (54 особи) вивезені на Крайню Північ за допомогу повстанцям.
З числа насильно мобілізованих у Червону армію десятеро загинуло в боях проти німців.
За часів СРСР гарбарню було перетворено на артіль ім. Шевченка, далі — на завод комунального устаткування. Збудовано молокозавод, харчосмакову фабрику.

## Сучасність
Район малоповерхової садибної забудови включає вулиці:
- Бічна Паркова
- Богуна
- Братів Дяченків
- Брукована
- Вигнута
- Відоняка[7]
- Волошина
- Гірника
- Гната Мартинця
- Грабовецького Володимира[8]
- Гулака
- Довженка
- Дорошенка
- Зарічна
- Карманського
- Кармелюка
- Кибальчича
- Княгині Ольги
- Кобиляка
- Коритовського
- Коротка
- Котляревського
- Крип'якевича[9]
- Кропивницького
- Лисенка
- Луки Загірські
- Маковея[10]
- Марусі Чурай[11]
- Марчака
- Мельника
- Миру
- Млинівка
- Наливайка
- Нижанківського
- Орищака
- Панаса Мирного
- Паркова
- Писарська
- Рожанського
- Роксолани
- Руданського
- Савчина Петра[12]
- Сагайдачного
- Сковороди
- Тобілевича
- Федьковича
- Хабера
- Церковна
- Чудова
- Шота Руставелі
- Шашкевича
- Ярослава Мудрого
- Ярослава Осмомисла
- Яцишина.

14 жовтня 1989 року відновлена діяльність загірської церкви (після 28-річного використання її комуністичною владою під склад меблів, автошин, побутової хімії та солі), а 18 грудня повернулася в лоно УГКЦ.

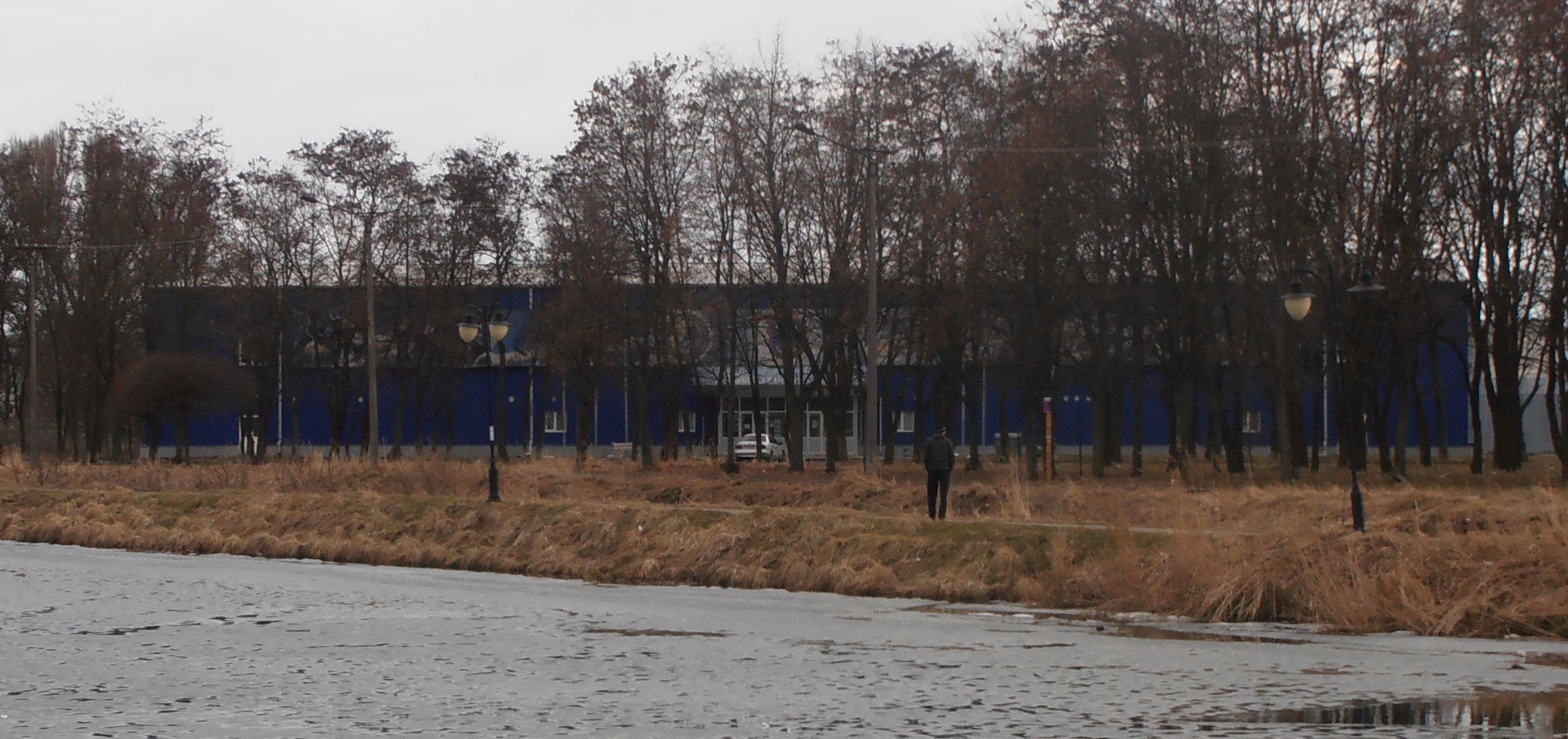
Калуський льодовий палац

У 90-х роках міськвиконкомом роздані під забудову землі зеленого господарства і загірських городів начальству концерну «Хлорвініл» (пізніше перейменованого на «Оріана»), для яких закарпатська будівельна організація звела вілли замість будівництва шахти; за 20 років цю територію забудували суцільно. Дана забудова прилягає до міського парку і дехто невиправдано називає її Парковим районом, хоча фактично вона влилася в Загір'я. У 2008 році звели льодовий палац.
Наприкінці ХХ ст. припинили діяльність розміщені на Загір'ї завод комунального устаткування, яйцебаза, пральня, молокозавод, харчосмакова фабрика.
Наявний ряд виробництв: вапнярка, тартак, БОМ-БІК (на території колишньої харчосмакової фабрики), майстерня надмогильних пам'ятників.
В ході кампаній декомунізації та деколонізації перейменували вулицю Дружби — на вулицю Петра Савчина, а вулицю Іскри — на вулицю Володимира Грабовецького.

## Соціальна сфера
- Церква Різдва Пресвятої Богородиці (УГКЦ, 1792 року побудови).
- Дитячий садок «Барвінок»[14].
- Народний дім «Просвіта»[15].
- Спортшкола зі стадіоном[16][17].
- Льодовий палац ім. Степана Бандери.
- Парк імені Івана Франка[18][19].
- Ресторани «Майдан», «Вежа».
- Традиційно є окремим виборчим округом та виборчою дільницею (понад 2300 виборців), окремою лікарською дільницею міської поліклініки.
- Транспорт: автобусні маршрути № 3 (Загір'я — РЕМ) і № 5 (Загір'я — Карпатська кераміка) [Архівовано 22 грудня 2015 у Wayback Machine.].
- Належить до загальноосвітньої школи № 1[20].
- Належить до поштового відділення в центральній частині міста (майдан Шептицького).

## Галерея

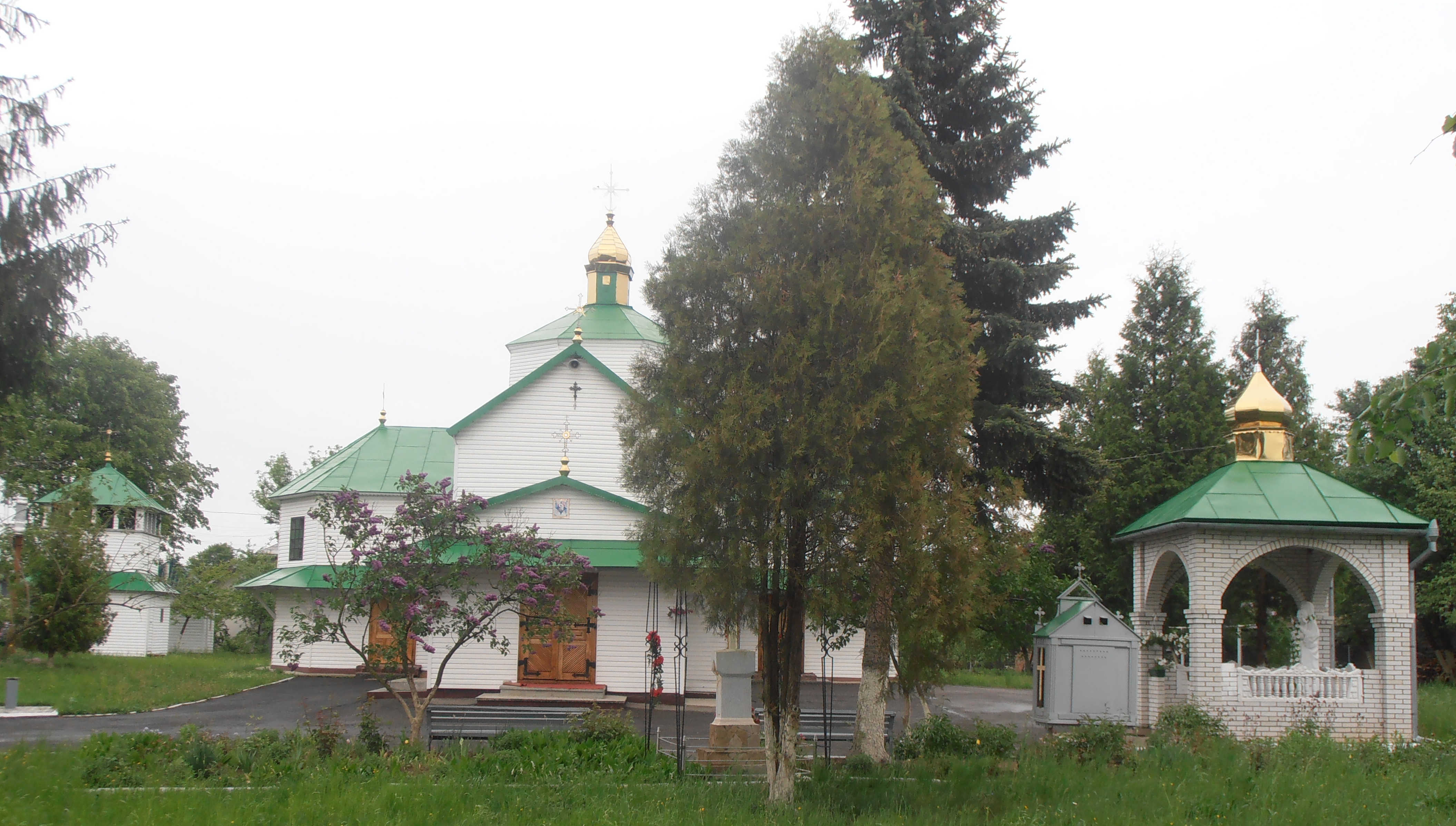
Загірська церква
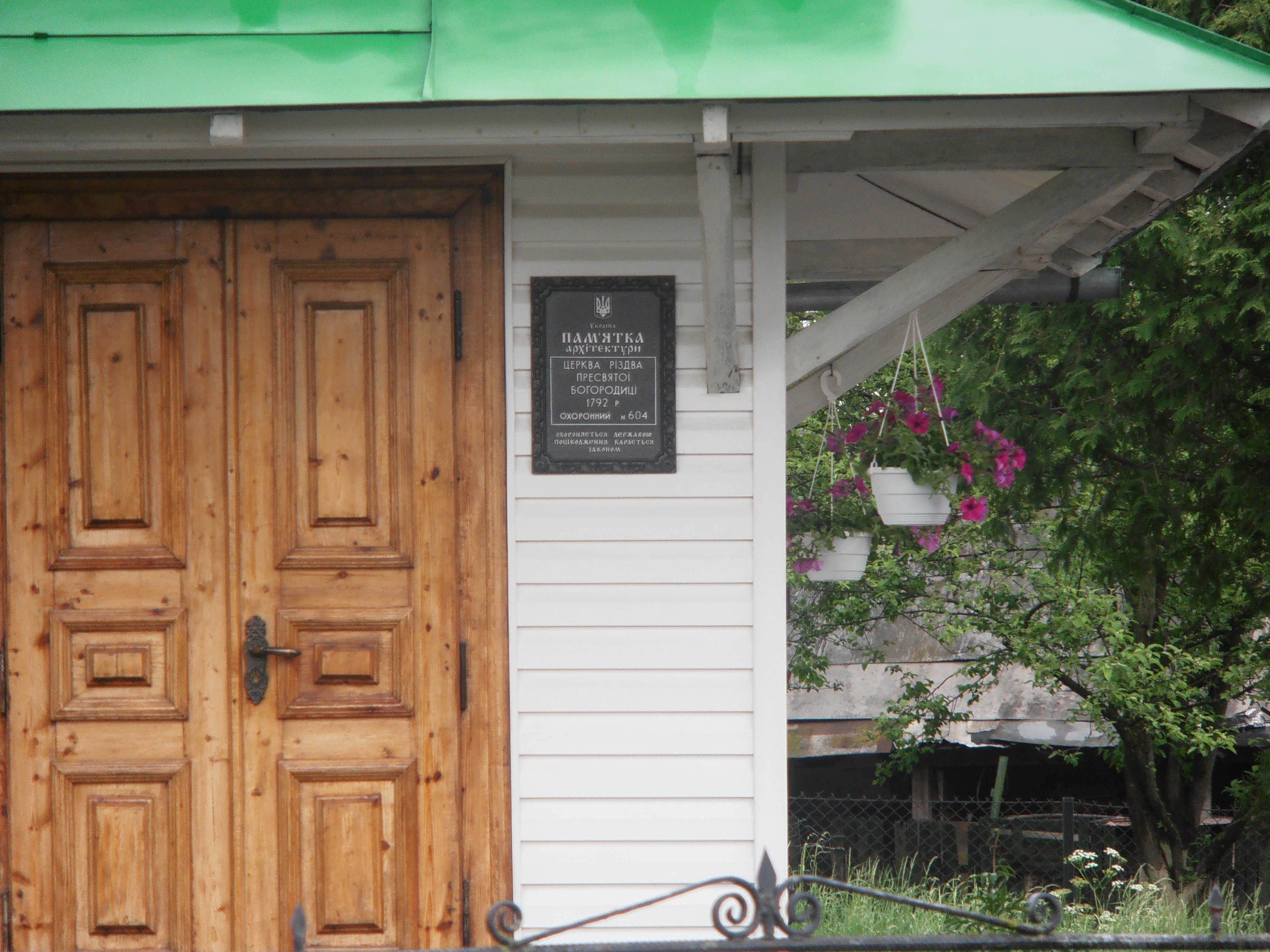
Охоронна дошка №604
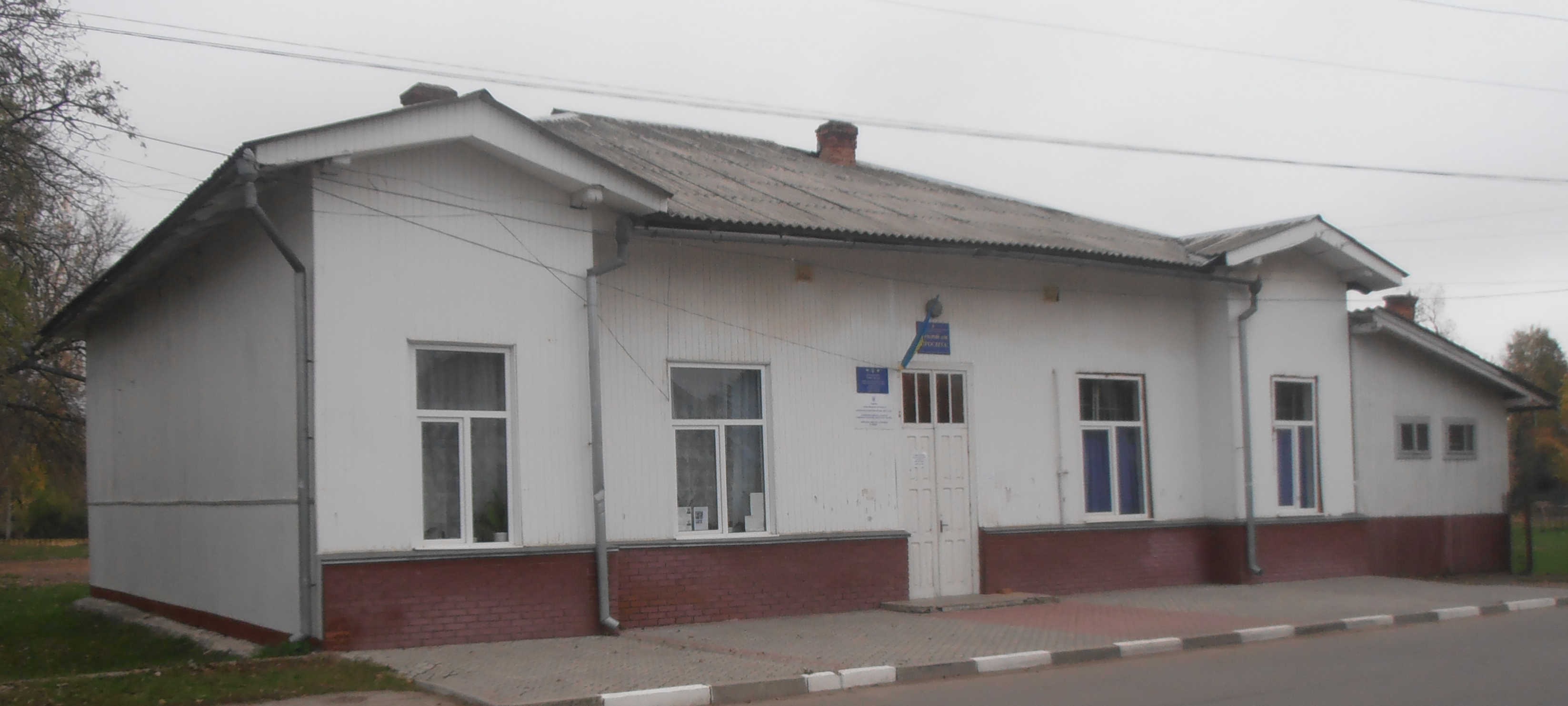
Народний дім/Спортшкола на Загір'ї
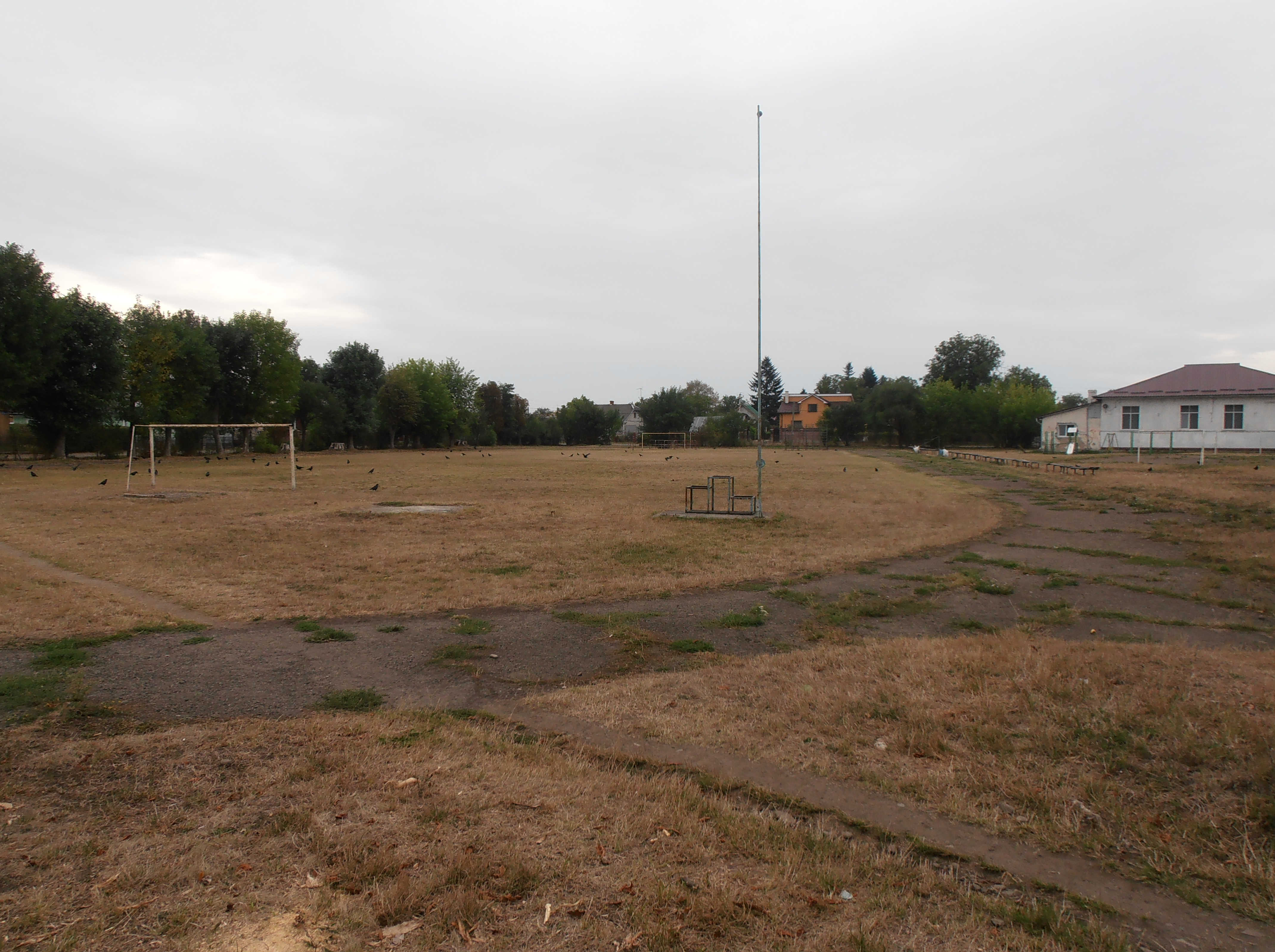
Стадіон
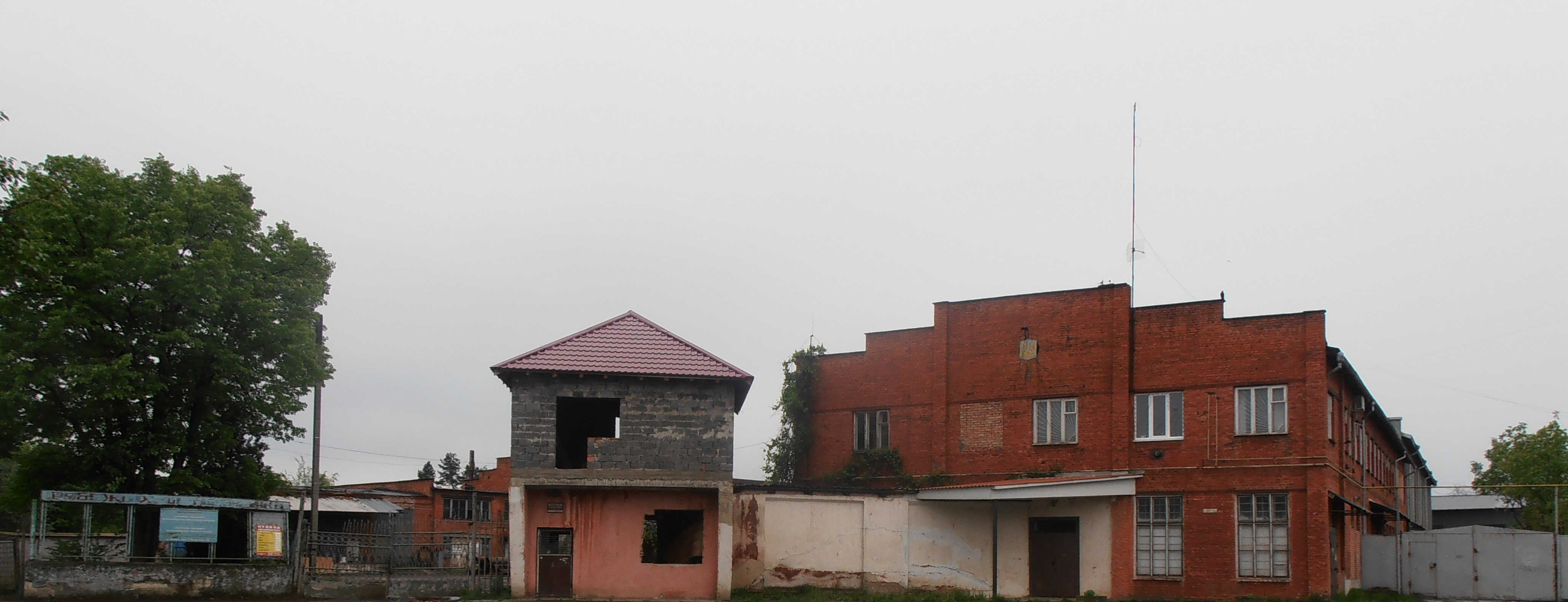
Колишній завод комунального устаткування
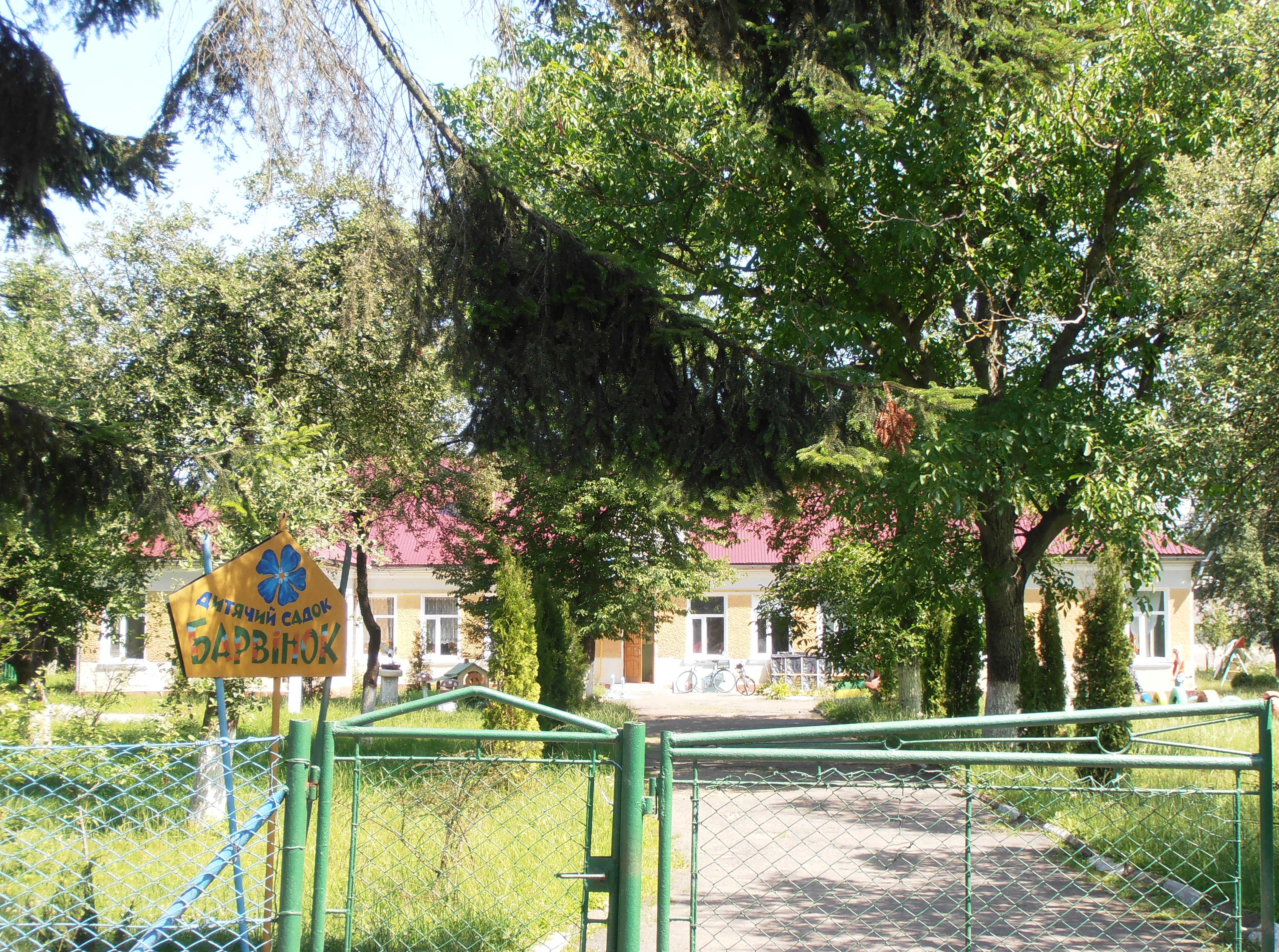
Дитячий садок Барвінок